# Anxova
|  | Aquest article tracta sobre l'aliment elaborat. Si cerqueu el peix, vegeu «seitó». |

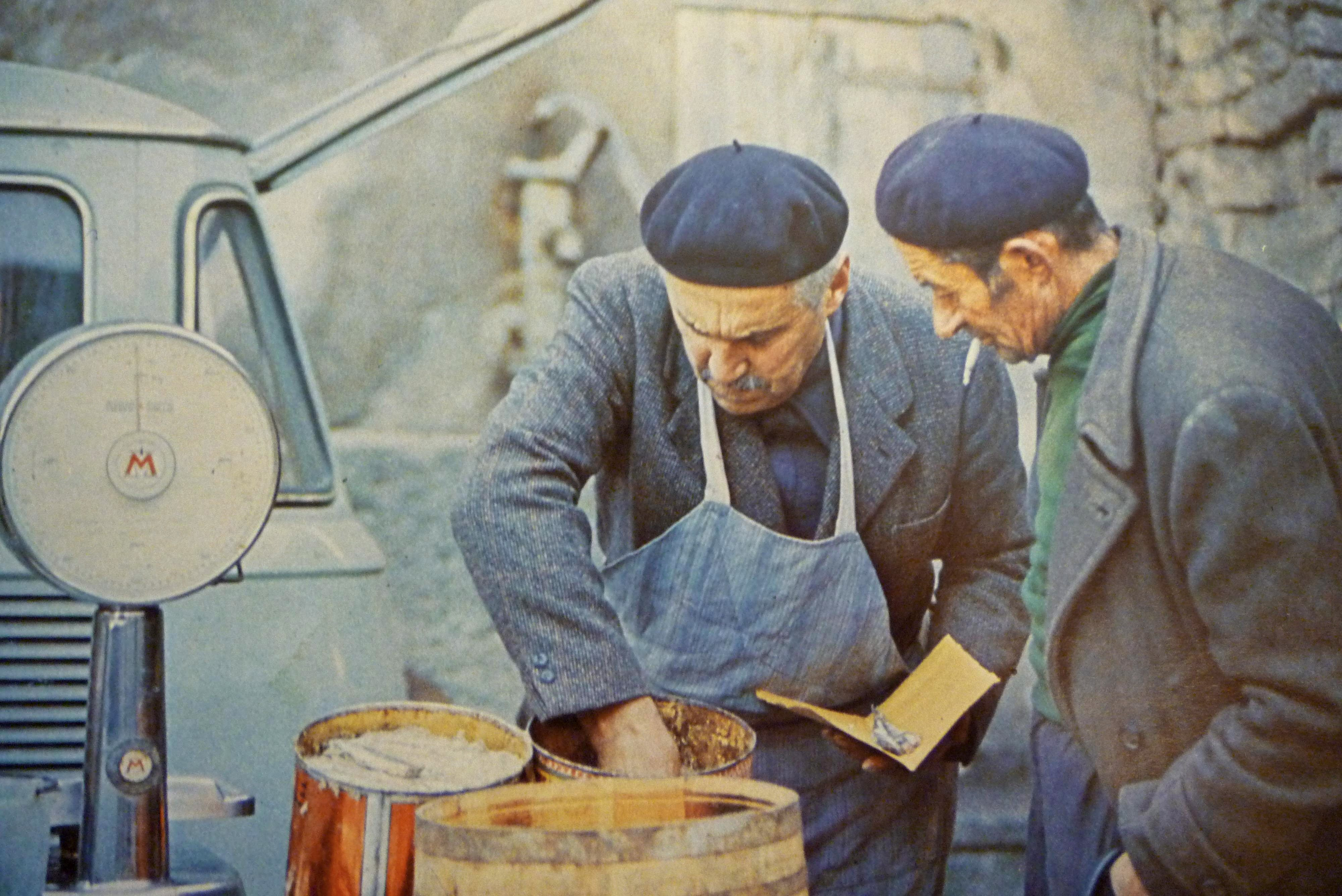
Venedor d'anxoves al Piemont, Itàlia, 1971

L’anxova és un aliment preparat a partir de peixos marins petits i comuns de la família dels engràulids que s'utilitzen com a aliment humà i esquer per a peixos. hi ha 144 espècies en 17 gèneres que es troben als oceans Atlàntic, Índic i Pacífic. Les anxoves solen classificar-se com a peix blau. Són peixos petits i verds amb reflexos blaus a causa d'una franja longitudinal platejada que va des de la base de l'aleta caudal. Oscil·len entre 2 centimetres (0.79 in) fins als 40 centimetres (16 in) en longitud adulta, i la forma del cos és variable, amb peixos més esvelts a les poblacions del nord.

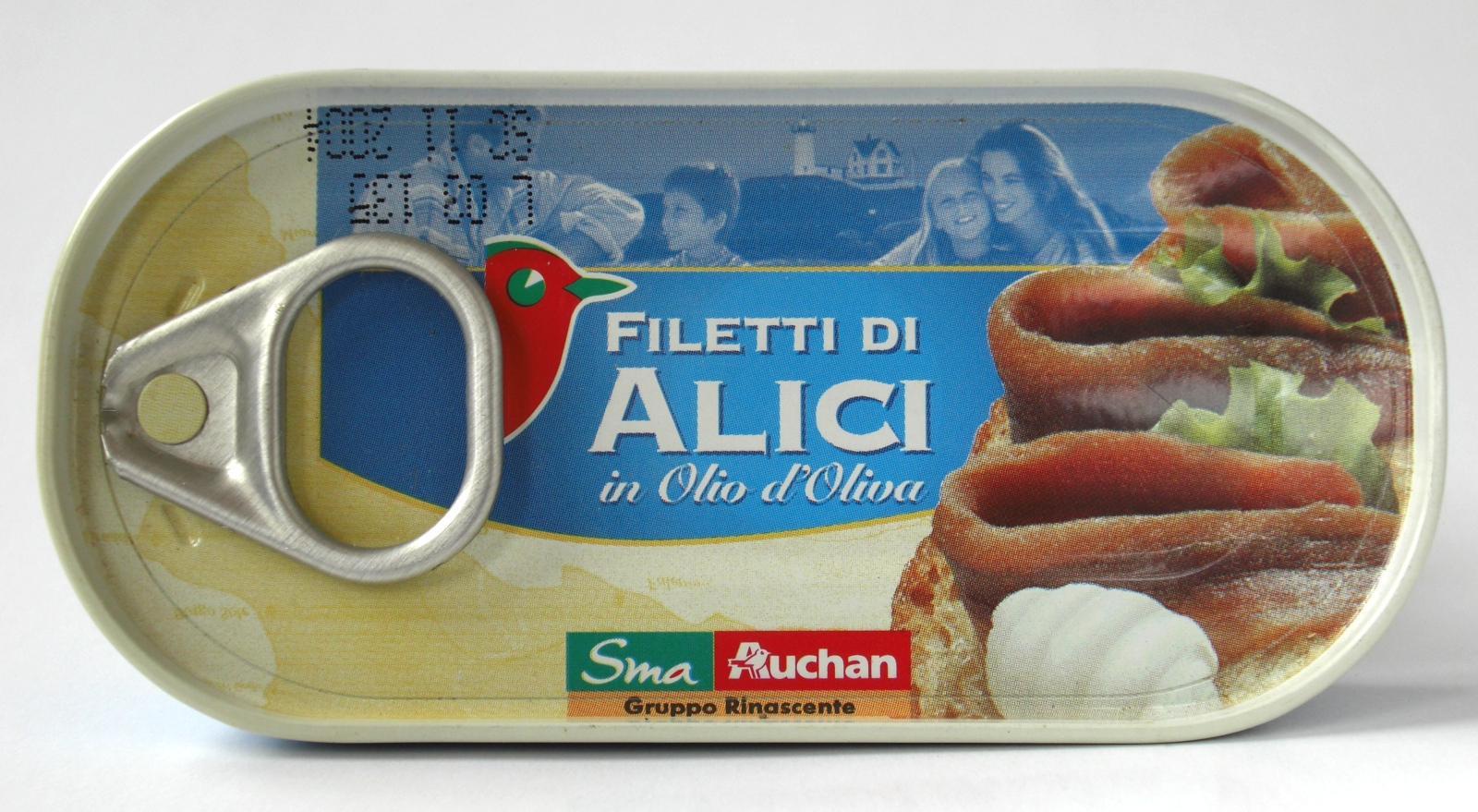
Anxoves en conserva

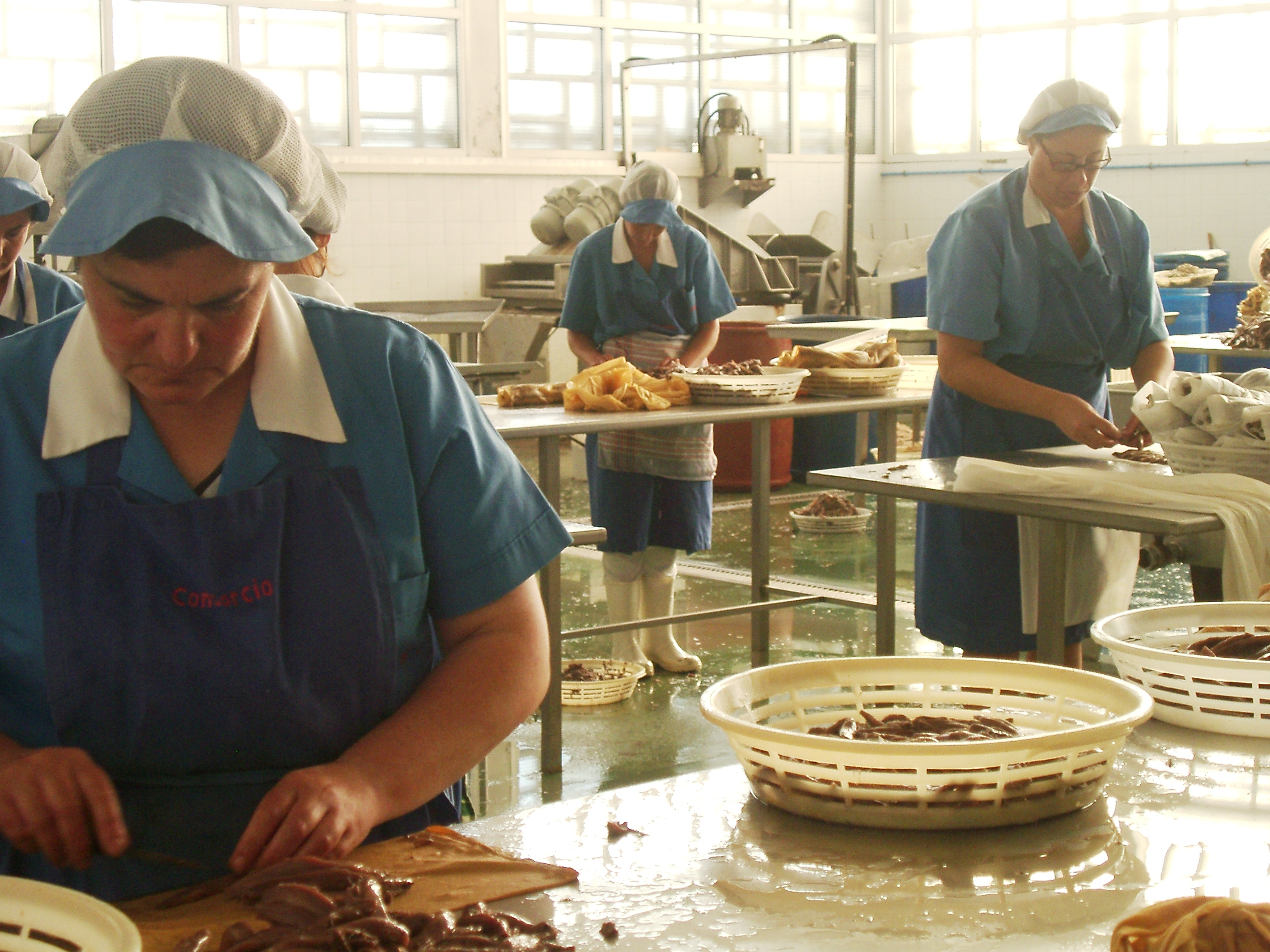
Treballadores manipulant seitó fresc en una empresa conservera de Cantàbria, Espanya

Un mètode tradicional de processament i conservació de les anxoves és l'evisceració i la salaó en salmorra, deixar-les macerar i després envasar-les amb oli o sal. Això dona com a resultat el característic fort sabor associat a les anxoves, i la seva carn es torna de color gris profund. Les anxoves adobades en vinagre, com passa amb els seitons en vinagre espanyols, són més suaus i la carn conserva un color blanc. Per a ús domèstic, els filets d'anxova també s'envasen amb oli o sal en llaunes o pots, de vegades s'enrotllen al voltant de les tàperes. També hi ha la pasta d'anxova, així com essència d'anxova. El puré d'anxoves també es ven al Regne Unit sota l'etiqueta de Gentleman's Relish.
S'utilitzen en petites quantitats per aromatitzar molts plats. A causa del fort sabor de les anxoves, també són un ingredient en diverses salses, com la salsa Worcestershire, la remolada i moltes salses de peix. En alguns llocs les anxoves són un popular ingredient a les pizzes. A l'època romana, les anxoves eren la base de la salsa de peix fermentat garum. El garum tenia una vida útil prou llarga per al comerç a llarga distància i es produïa en quantitats industrials. Les anxoves també es menjaven crues com a afrodisíac.
Els pescadors usen el seitó com a esquer per a peixos més grans, com la tonyina i el llobarro.
El seitó, Engraulis encrasicolus, és la principal font comercial d'anxova comercial, sent el Marroc el principal proveïdor d'anxoves en conserva. La indústria de l'anxova a la costa de Cantàbria, iniciada a Cantàbria pels saladors sicilians a mitjans del segle xix, ara eclipsa les tradicionals saladores catalanes.
Les anxoves poden concentrar àcid domoic a l'intestí que provoca una intoxicació amnèsica per marisc en humans quan es menja sencera. En cas de sospita, s'ha de buscar atenció mèdica.